# Rzgów (gmina, Łódź)
Pour les articles homonymes, voir Rzgów.
Rzgów est une gmina (commune) mixte ou urbaine-rurale (gmina miejsko-wiejska) du powiat de Łódź-est, dans la Łódź, dans le centre de la Pologne.
Son siège administratif (chef-lieu) est la ville de Rzgów, qui se situe environ 14 kilomètres au sud de la capitale régionale Łódź (capitale de la voïvodie).
La gmina couvre une superficie de 65,97 km2 pour une population de 9 019 habitants en 2006, comprenant pour la ville de Rzgów un total de 3 338 habitants et une population pour sa partie rurale de 5 681 habitants.

## Géographie
Outre la ville de Rzgów, la gmina inclut les villages et localités de :
- Babichy
- Bronisin Dworski
- Czyżeminek
- Gospodarz
- Grodzisko
- Guzew
- Huta Wiskicka
- Kalinko
- Kalino
- Konstantyna
- Prawda
- Romanów
- Stara Gadka
- Starowa Góra
- Tadzin

### Gminy voisines
La gmina de Rzgów est voisine de:
la ville de :
- Łódź

et les gminy de:
- Brójce
- Ksawerów
- Pabianice
- Tuszyn

## Administration
De 1975 à 1998, la ville était attachée administrativement à l'ancienne voïvodie de Łódź.

Depuis 1999, elle fait partie de la nouvelle voïvodie de Łódź.

## Structure du terrain
D'après les données de 2007, la superficie de la commune de Rzgówest de 157,18 kilomètres carrés, répartis comme telle :
- terres agricoles : 85 %
- forêts : 5 %

La commune représente 13,27 % de la superficie du powiat.

## Démographie
Données du 31 décembre 2007 :
| Description        | Total  | Total | Femmes | Femmes | Hommes | Hommes |
| ------------------ | ------ | ----- | ------ | ------ | ------ | ------ |
| Unité              | Nombre | %     | Nombre | %      | Nombre | %      |
| Population         | 9 174  | 100   | 4 751  | 51,8   | 4 423  | 48,2   |
| Densité (hab./km²) | 138    | 138   | 72     | 72     | 67     | 67     |